# 松下倫士
松下 倫士（まつした ともひと 1984年- ）は、高知県生まれの作曲家、ピアニスト。東京音楽大学、洗足学園音楽大学非常勤講師。

## 来歴
東京都立小山台高等学校、東京芸術大学音楽学部作曲科を経て、2009年に同大学院修士課程作曲専攻を修了。卒業時に藝大同声会賞を受賞。2014年、東京音楽大学大学院修士課程伴奏科修了。
1995年、第37回全四国音楽コンクールピアノ部門最優秀賞。第3回弥生の里ジュニア音楽コンクールピアノ部門第2位、併せて春日市教育長賞を受賞したほか、2007年「現代日本のオーケストラ音楽 第31回演奏会」では、故・小松一彦指揮の東京フィルハーモニー交響楽団により「交響的変容＜トロンプルイユ＞」が初演され、日本交響楽振興財団の第29回作曲賞を受賞。2008年、第5回北本ピアノコンクール大学院生・一般部門第1位、併せて全部門より最優秀賞を受賞した。東京フィルハーモニー交響楽団とラヴェルのピアノ協奏曲を共演。2010年、第22回宝塚ベガ音楽コンクールピアノ部門第2位。2012年、奏楽堂日本歌曲コンクールの第19回作曲部門（一般部門）入選。2018年、JBA下谷賞受賞。

## 作曲活動
21世紀の吹奏楽“響宴”にて「パシフィック序曲」「ラメント」など吹奏楽作品が取り上げられているほか、近年では「巡礼歌」「土蜘蛛伝説」などのアンサンブル作品が全国各地で演奏されている。また東京都立小山台高等学校ブラスバンド班はじめ、各地の吹奏楽団から委嘱を受け多くの作品を発表している。

## 演奏活動
2011年に初ピアノソロリサイタルを行ったほか、2012年、日本コロムビアより「僕が僕であるために～尾崎豊 オンピアノ」(編曲・演奏)をリリース。2014年には「夢見草～松下倫士ピアノソロアルバム～」をリリース。

## 主な作品

### ピアノ曲
- パルス(2003)
- 道化師の詩(2004)
- 木陰にて(2005)
- モーツァルトの主題によるパラフレーズ(2016)

### 歌曲
- 竹久夢二の詩による3つの歌(2017)

### 吹奏楽作品
- 繚乱～能｢桜川｣の物語によるラプソディ
- 土蜘蛛伝説～能「土蜘蛛」の物語による狂詩曲（木管八重奏版）
- 土蜘蛛伝説～能「土蜘蛛」の物語による狂詩曲（吹奏楽版、日本橋女学館高等学校委嘱作品[9]）
- 哀歌〜「佐渡情話」の物語によるバラード（木管八重奏版）
- 哀歌〜「佐渡情話」の物語によるバラード（吹奏楽版、新潟市立西川中学校吹奏楽部委嘱作品[10]）
- モンタージュ（東京都立小山台高等学校委嘱作品[11]）
- ル・シャン・ドゥ・ラムール・エ・ドゥ・ラ・プリエール（愛と祈りの歌）
- M-V（ミューファイブ）ミッション（神奈川県立相模原高等学校吹奏楽部委嘱作品[12]）
- 夜の来訪者～J.B.プリーストリーの戯曲に基づいて～（管打八重奏版・吹奏楽版、精華高等学校吹奏楽部委嘱作品[13]）
- ラメント～旧約聖書「哀歌」に基づいて～（東京都立小山台高等学校委嘱作品、第18回「響宴」参加[14][15][16]）
- 吹奏楽のための「ランドスケープ」（東京都立小山台高等学校吹奏楽班委嘱作品[17]）
- マクベス
- 吹奏楽のための「海の詩・風の詩」～東日本大震災の追悼・復興を祈って～（東京都高等学校文化祭音楽部門中央大会委嘱作品[18]）
- 選ばれし者～ヤマタノオロチ伝説によるファンタジー〜（第21回「響宴」JBA下谷賞受賞[19][16]）
- 「悲歌」能〜道成寺の物語によるバラード
- 吹奏楽のための「カレイドスコープII」
- 吹奏楽のための「カレイドスコープ」
- パシフィック序曲（第13回「響宴」参加[20][16]）
- 3つの幻影
- 巡礼歌
- ベルゼール・ブランシュ〜美しき白い翼〜（姫路市立広畑中学校吹奏楽部委嘱作品[21]）
- 歌劇「魔笛」セレクション／W.A.モーツァルト
- 2つのバガテル
- 月に寄せる哀歌（木管八重奏版）
- 月に寄せる哀歌（吹奏楽版、青梅市立吹上中学校委嘱作品[22]）
- タランテラ（東京都立小山台高等学校吹奏楽班委嘱作品[23]）
- 遮られた休息 ～占守島(しゅむしゅとう)の追憶〜
- 2つの詩曲
- 糸車の聖母　～レオナルド・ダ・ヴィンチに寄せて～（寺田由美パーカッションアンサンブル 「ドライヴ」委嘱作品[24]）
- モーツァルトの主題によるパラフレーズ（東海大学付属高輪台高等学校委嘱作品[25]）
- 水の宮殿
- マーチ「ブライト・サンシャイン」（第14回「響宴」参加[26][16]）
- ほか